# 可爱侵略

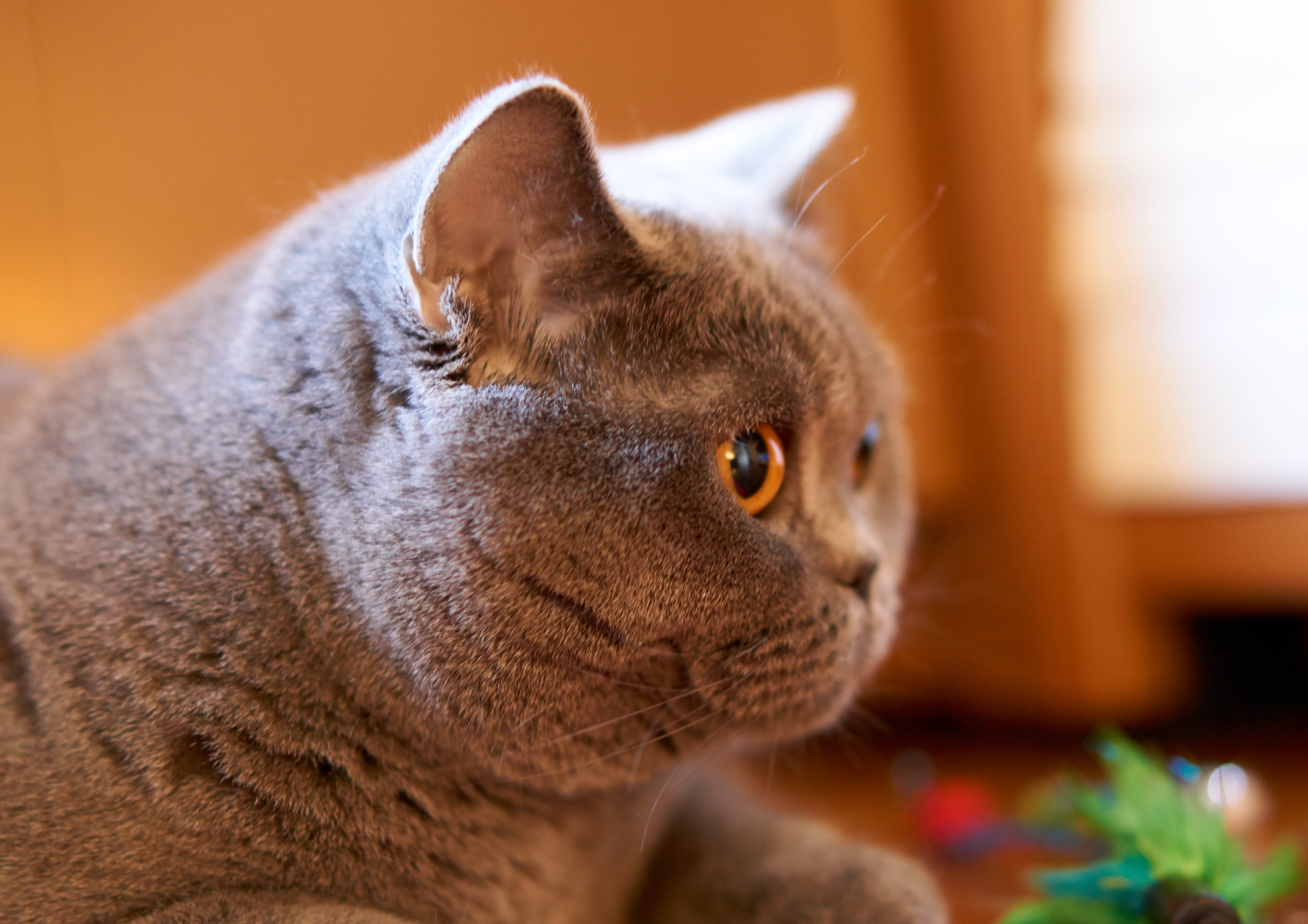
小猫咪常使人产生想捏的冲动

可愛侵略（英語：Cute aggression），或可愛攻擊性，是指想要擠壓、揉捏、摩挲或咬那些被認為可愛的東西，但又不想造成傷害的情緒或行為。這是一種常見的二態性顯示型別，一個人以雜亂無章的方式同時體驗積極和消極的表達；這或是其中一個人們常說的「小貓能療癒人類」的源頭。經歷可愛攻擊性的人可能會發現自己咬緊下巴或拳頭，有擠壓、捏捏或咬咬可愛的嬰兒、動物或物體的衝動。其可能和催產素與加壓素分泌有關，並體現了哺乳動物保護幼崽的衝動。 

## 在不同文化中
可爱侵略在多种语言中都有重合或部分重合的表达。中文中也称狎玩或者挼（汉语拼音：Ruá；台羅拼音：juê/luê）。在他加禄语中，gigil一词描述看到可爱的东西时产生难以抑制的喜悦之情，並想要捏捏它。印尼语中gemas一词描述看到可爱的东西时想掐死的感觉。Gigil和gemas有不同的含义，都表示对某事物极度沮丧和愤怒。马来语中geram也是多义词，既有对可爱的东西爱恨交织的愤怒之意，有想亲热地捏捏它的冲动，也有描述不满的感觉。泰语中的Man Khiaao或มัน-เขี้ยว是一种表达方式，表示某人想“吃掉它们”，因为它们“太可爱了”，通常用于形容人或动物。动词man直译为“享受”，khiaao翻译为尖牙或犬齿。马里亚纳群岛的土著人查莫罗人也有“可爱攻击性”的概念。他们的本土语言查莫罗语中有“ma'goddai”这个词。这个词描述了一个人在欣赏某人的“poki”（可爱的胖乎乎的）外表时产生的强烈情感，这种情感促使他想用吻掐、挤压或窒息对方。